# Sexy nel mondo
Sexy nel mondo è un film del 1963, diretto da Roberto Bianchi Montero.